# دوغ بيتي
دوغ بيتي هو جندي وسياسي بريطاني، ولد في 13 أكتوبر 1965 في المملكة المتحدة. نشط حزبياً في حزب ألستر الوحدوي. في 2016 Northern Ireland Assembly election ‏، انتخب Member of the 5th Northern Ireland Assembly ‏ عن دائرة بان العليا ‏ وقد انضم خلال فترته النيابية ‏ (7 مايو 2016 – 26 يناير 2017) للكتلة البرلمانية حزب ألستر الوحدوي وفي انتخابات جمعية أيرلندا الشمالية 2017 ‏، انتخب Member of the 6th Northern Ireland Assembly ‏ عن دائرة بان العليا ‏ وقد انضم خلال فترته النيابية ‏ (3 مارس 2017 – ) للكتلة البرلمانية حزب ألستر الوحدوي.